# AppleScript
AppleScript是苹果公司开发的一种脚本语言，可以用来控制运行于Mac OS上的程序，也可以写成独立运行的Applet。最早版本在1993年十月推出，在System 7（System 7.1.1）運行。

## 歷史
AppleScript的前身是HyperCard所使用的腳本語言HyperTalk。蘋果發現Hypertalk類似英語的語法，可用於操控其他軟件，於是開發出AppleScript，成為System 7的一部份。
AppleScript在1993年十月隨system 7.1.1推出。桌面排版軟件QuarkXpress是為首支援AppleScript的軟件。而以AppleScript編程自動化QuarkXpress排版作業，是當時流行的做法。就算後期QuarkXpress移殖到Windows，但AppleScript易於編程簡化QuarkXpress複雜的排版作業，这就是麥金塔至今仍穩奪排版作業機器標準的主要原因。
AppleScript亦從Classic Mac OS過渡到Mac OS X及Cocoa架構。蘋果更隨Mac OS X 10.2推出AppleScript Studio，可完全使用AppleScript製作具有圖像界面的Cocoa軟件。
蘋果在2005年推出Mac OS X 10.4 Tiger時，連同新功能Automator，是繼AppleScript後另一款自動化作業流程的工具。

## Hello World
有多種寫法可以編寫Hello World程式：
```
display dialog
 
"Hello, world!"
 
-- a modal window with “OK” and “Cancel” buttons

-- or

display alert
 
"Hello, world!"
  
-- a modal window with a single “OK” button and an icon representing the app displaying the alert

-- or

say
 
"Hello, world!"
 
-- an audio message using a synthesized computer voice

```

## 外部連結

### 非官方
- MacScripter（页面存档备份，存于）